# Mila Doce
Mila Doce è un census-designated place degli Stati Uniti d'America situato nella contea di Hidalgo dello Stato del Texas.
La popolazione era di 6.222 persone al censimento del 2010. Fa parte dell'area metropolitana di McAllen–Edinburg–Mission.

## Geografia fisica
Mila Doce è situata a 26°13′16″N 97°57′42″W (26.221238, -97.961795).
Secondo lo United States Census Bureau, ha un'area totale di 3,3 miglia quadrate (8,5 km²).

## Società

### Evoluzione demografica
Secondo il censimento del 2000, c'erano 4.907 persone, 1.020 nuclei familiari e 974 famiglie residenti nella città. La densità di popolazione era di 1.492,2 persone per miglio quadrato (575,9/km²). C'erano 1.147 unità abitative a una densità media di 348,8 per miglio quadrato (134,6/km²). La composizione etnica della città era formata dal 94,74% di bianchi, lo 0,20% di nativi americani, il 4,26% di altre razze, e lo 0,79% di due o più etnie. Ispanici o latinos di qualunque razza erano il 99,53% della popolazione. Mila Doce has the highest percentage of Hispanics among United States census-designated places.
C'erano 1.020 nuclei familiari di cui il 70,1% aveva figli di età inferiore ai 18 anni, il 76,6% aveva coppie sposate conviventi, il 14,8% aveva un capofamiglia femmina senza marito, e il 4,5% erano non-famiglie. Il 3,9% di tutti i nuclei familiari erano individuali e l'1,6% aveva componenti con un'età di 65 anni o più che vivevano da soli. Il numero di componenti medio di un nucleo familiare era di 4,81 e quello di una famiglia era di 4,89.
La popolazione era composta dal 43,9% di persone sotto i 18 anni, il 14,2% di persone dai 18 ai 24 anni, il 25,9% di persone dai 25 ai 44 anni, il 12,4% di persone dai 45 ai 64 anni, e il 3,6% di persone di 65 anni o più. L'età media era di 21 anni. Per ogni 100 femmine c'erano 96,2 maschi. Per ogni 100 femmine dai 18 anni in giù, c'erano 93,8 maschi.
Il reddito medio di un nucleo familiare era di 15.944 dollari e quello di una famiglia era di 16.716 dollari. I maschi avevano un reddito medio di 15.828 dollari contro i 15.025 dollari delle femmine. Il reddito pro capite era di 4.221 dollari. Circa il 59,1% delle famiglie e il 66,2% della popolazione erano sotto la soglia di povertà, incluso il 72,9% di persone sotto i 18 anni e il 62,0% di persone di 65 anni o più.